# آسترید ۱۱۲۸
سیارک ۱۱۲۸ (به انگلیسی: 1128 Astrid، نامگذاری:1929EB) هزار و صد و بیست و هشتمین سیارک کشف شده‌است که در ۱۰ مارس ۱۹۲۹ کشف شد.
قدر مطلق سیارک برابر ۱۰٫۷۰ است.